# نهر تشابيكو
نهر تشابيكو (Rio Chapecó) هو نهر بولاية سانتا كاتارينا في جنوب شرق البرازيل، وهو رافد لنهر الأوروغواي.
يغمر النهر الجداول التي ترتفع في متنزه أراوكرياس الوطني الذي تم إنشائه في عام 2005. كما يوفر المياه لمحطة ماتا بريتا البيئية، وهي منطقة محمية تم إنشائها في عام 2005. كما يوفر النهر المياه إلى بلدية أبيلاردو لوز بسانتا كاترينا. وتعد شلالات نهر تشابيكو واحدة من مناطق الجذب السياحي الرئيسية في المنطقة.